# 横瀬車両基地

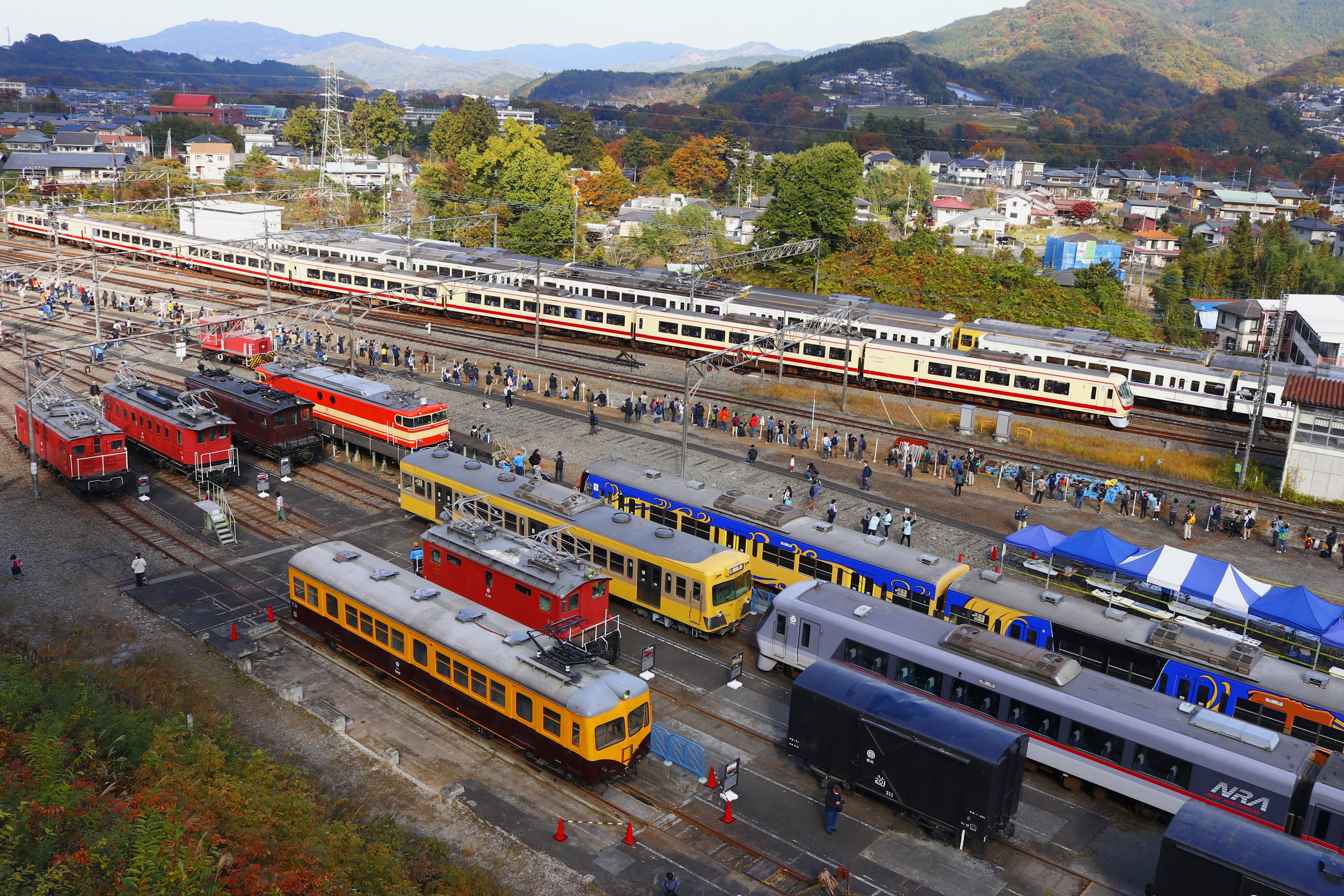
横瀬車両基地 2020年11月8日の「Laviewブルーリボン賞受賞記念 車両基地まつり in 横瀬」の様子。右奥に見えるのは駅の留置線。

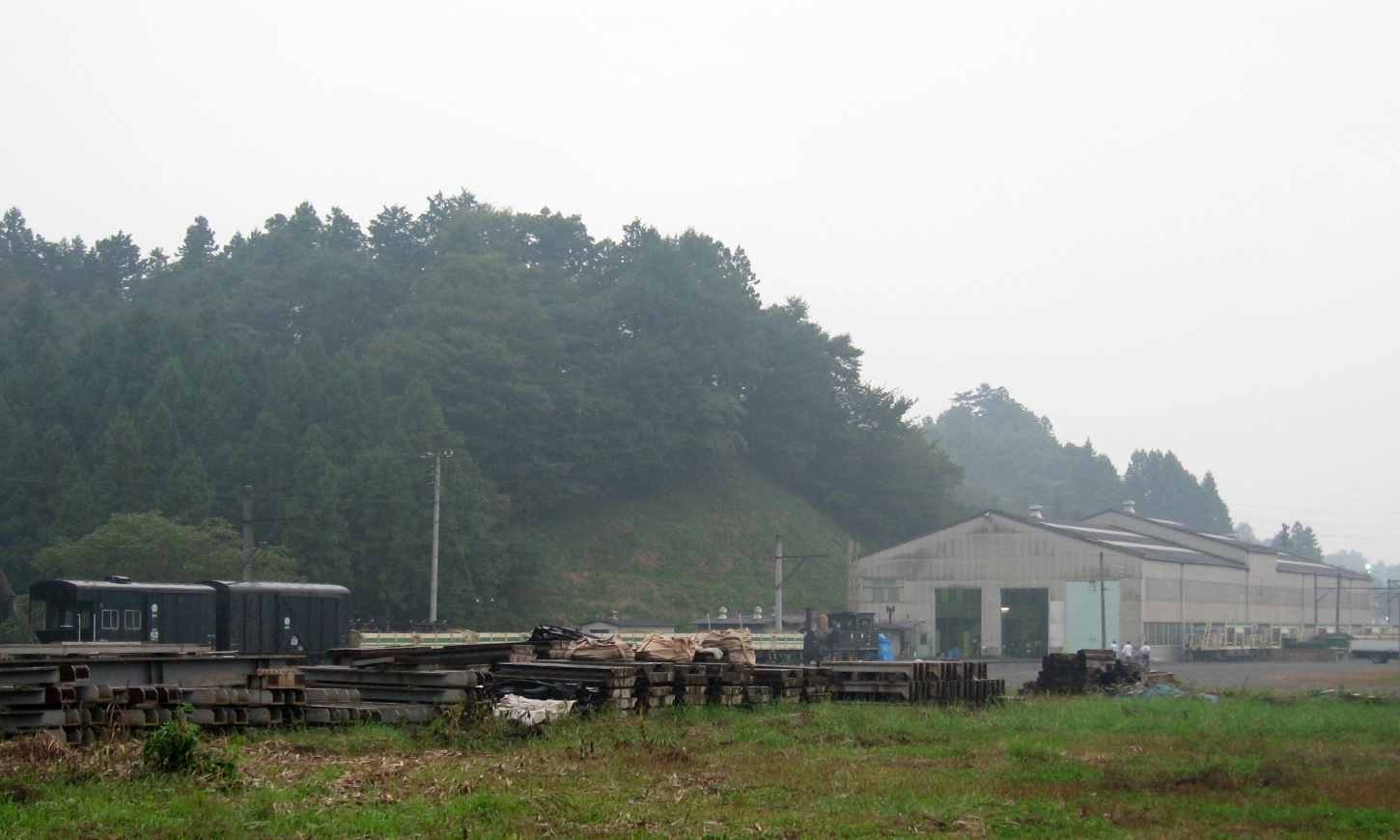
横瀬車両基地遠景（2008年10月）
左端にワフ105とスム201、検修棟前に4号蒸気機関車が見える。

横瀬車両基地（よこぜしゃりょうきち）は、埼玉県秩父郡横瀬町横瀬3742-2に所在する西武鉄道の車両基地。西武秩父線横瀬駅に隣接する。

## 概要
1969年10月の西武秩父線開業に少し遅れて翌1970年1月、電気機関車と貨車の検修施設として開設された。特に貨車については全般検査まで行っていた。車両検修業務以外では、解体線で廃車車両の解体を行っている。
これら配置車両は武甲山から産出される石灰石を積み出す貨物列車に使用されていたが、輸送手段の変更により1996年3月に貨物列車が廃止されたため、その後は主に保線用として残ったE31形電気機関車と貨車の検修を行っていた。しかし工事列車廃止に伴い貨車は2008年10月31日に全車廃車され、車両回送用として残ったE31形も2010年3月31日に全車廃車となったため、以後は静態保存車両の修繕が主業務である。武蔵丘車両検修場の職員が整備する。
毎年秋には鉄道の日にちなむ一般公開イベント「西武トレインフェスティバル in 横瀬」が開催される（後述）。多くの鉄道ファンなどが集まり、臨時列車の運転も行われる。
設備概要
- 敷地面積: 10,392 m2
- 構内線数: 7線（1 - 7番線）[注 1]
- 検修棟: 4線引き込み（3 - 6番線）[注 2]
- ピット: 45 m ×2本、24 m ×1本（ともに検修棟内）

## 一般公開
1994年より鉄道の日にちなんだ一般公開イベントが行われている。1998年より「西武トレインフェスティバル」の名称となり、武蔵丘車両検修場で毎年6月に開催される「西武・電車フェスタ」、南入曽車両基地で過去に行われていた「南入曽車両基地 電車夏まつり」と並ぶ西武鉄道の一般公開イベントの1つであるが、当車両基地はその設備上他二つのイベントの様な体験イベント等は行われず、一番小規模なイベントと言える。
- 主な内容は保存車両の展示や撮影会、鉄道部品や鉄道関連グッズの販売、ミニSLの運転などで開催年により若干異なる。
- 当日は池袋駅[注 3] - 横瀬駅間で臨時列車が運転[注 4]される。2001年の2日目[注 5]、2010年と2014年[注 6]、2016年[注 7]、2017年[注 8]を除き、何らかのHMを取り付けて運転されていた。
  - また2014年は本川越→西武秩父、2015年は西武新宿→西武秩父で臨時特急列車も運転された。
- イベント名は1998年より「西武トレインフェスティバル（西暦2桁→4桁）」[注 9]、2002年から「西武トレインフェスティバル（西暦）in 横瀬」という形になった。
- 開催日は「鉄道の日」に合わせて10月上旬の土曜または休日とされていた[注 10]が、2014年以降は11月上旬となり、2014年は11/8(土)、2015年は11/7(土)、2016年は11/5(土)、2017年は11/11(日)に開催されている。
- 2001年は赤電スペシャルウィークに合わせ、西武園と当車両基地の2会場で2日ずつ開催された。また2009年には西武秩父駅構内でもE31機関車の展示が行われ、同駅最寄の商店街「西武秩父仲見世通り」でクハ5001形のカットモデルが展示された。
- その他、2010年3月28日にはE31形電気機関車のさよならイベントが当車両基地で行われた[2]。

### 近年の動向
2017年までは毎年開催されていたが2018年からは体系が変わり、「西武トレインフェスティバル」の名も南入曽車両基地のイベント（秋開催に移行）で使われるようになった。しかし同所の公開がなくなってからは再度用いられている。
- 2018年は11月17(土)・18(日)に[3]、秩父地方産の食品や酒類を味わえる「ちちぶ車両基地酒場 2018 in 横瀬」が横瀬町観光・産業振興協会、秩父地域おもてなし観光公社とともに開催されている[注 11]。この際臨時列車は運転されていない。

- 2019年は秩父線開通50周年を記念して「西武秩父線開通50周年記念車両基地まつり in 横瀬」が11/9(土)に開催[4]、前年同様の「ちちぶ車両基地酒場 2019 in 横瀬」も同時開催された[5]。この年も臨時列車の運転はない。また関連してみｎ
- 2020年はLaviewのブルーリボン賞受賞を記念して「Laviewブルーリボン賞受賞記念 車両基地まつり in 横瀬」が11/8(日)に開催[6]されている。臨時特急列車が飯能駅 - 西武秩父駅間で計6本[注 12]運転された。
- 2022年3月20日、横瀬町でスプリングウォークが開催された際にメイン会場に選ばれ、一般開放された[7]。多くの保存車はカバーをかけたままであったが、入換用のD16とカバーをかける前のクハ2001、また解体前の101系259編成が展示に近い状態となっていた。
- 2022年10月15(土)・16(日)、「西武トレインフェスティバル2022 in 横瀬」が開催[8]。両日とも会場直通のツアー列車がヘッドマーク付きで運転された[注 13]ほか、15日は西武鉄道初の夜間撮影会も開催された。
- 2024年3月14日、「西武 鉄道部品・用品販売会 in 横瀬」が開催された。なお会場として使用するのみであり、車両展示の類はない[9]。
- 2024年10月12日、「ちちぶ＆よこぜ車両基地フェスタ2024～横瀬車両基地と西武秩父駅前で電車とお酒を楽しもう！～」が開催[10]。発表によると横瀬車両基地と西武秩父駅前の2会場でイベントを同時開催するのは初とのこと。

## 保存車両・保存構造物
| クハ5503 |  | クハ5504カットモデル |
| クハ5503 |  | クハ5504カットモデル |

車両基地内には以下の車両や構造物が保存されている。
静態保存車両
- 5000系クハ5503 - 初代レッドアロー。1999年に外観が新造時に近い姿に復元された。車内は廃車時の状態のままである。なお妻面の貫通路が塞がれている。
- 5000系クハ5504 - 5000系は運転台カットモデルも保存されている。
- 10000系10101編成 -「ニューレッドアロー」の愛称を持つ西武鉄道における2代目の特急車両。クハ10101・モハ10201・クハ10701の3両が2020年の一般公開時に展示された。
- 2000系クハ2001 - 西武鉄道初となる4ドア通勤電車。2021年10月に廃車されたトップナンバー編成のうち、西武新宿方の先頭車が保存されている。
- 3000系3011編成 - 銀河鉄道999ラッピングとして、西武で最後まで本線に残った3扉車。クハ3012・モハ3212・クハ3011の3両が2015年以降、ラッピング状態のまま保存されている。
- 101系クハ1224 - 2010年11月まで多摩川線で運用されていた最後の101系低運転台車。保存にあたり車両の向きが変えられ、車体が登場時のイエローとベージュのツートンカラーに塗り直されている。
- 351系クモハ355 - 初の自社製造車両（初代501系）。1998年に外観を登場時に近い姿に復元し、車両番号を当時のモハ505に貼り替えている。
- E31形E31 - 西武が最後に新製導入した電気機関車。車籍があった時代からイベントで展示されていた。
- E851形E854 - 日本の私鉄で最大の電気機関車。
- E41形E43 - 元・青梅電気鉄道1010形→国鉄ED36形
- E51形E52 - 元・国鉄ED12形
- E61形E61 - 元・国鉄ED11形
- E71形E71 - 元・国鉄ED10形。2001年に国鉄 ED10 2 号機の姿に復元された。
- スム201形スム201 - 袋詰めセメント輸送用の鉄側有蓋車。
- ワフ101形ワフ105 - 有蓋緩急車。

静態保存車両（過去）
- 4号蒸気機関車 - 西武鉄道の前身である川越鉄道から引き継いだ機関車。廃車後はユネスコ村で展示されていたが、施設の新装によって1993年より当基地で保存されていた。2022年4月、芝浦工業大学附属中学高等学校（東京都江東区豊洲）に寄贈されることが決まり[11]、西武建設の協力のもと当基地で明治期の姿に復元された[12]。学校敷地には9月19日深夜に搬入され、11月12日に除幕式が行われた[13]。

動態保存車両
- D15形D16 - 元・ブリヂストン東京工場専用線[注 14]のディーゼル機関車。公開時には静態で展示されるが、現在も保存車両や廃車編成の入換に使用される（アント車両移動機も併用）。

構造物
- 池袋線池袋 - 椎名町間にある「山手跨線橋」の架け替え工事[注 15]で撤去された旧桁と旧橋台の一部が、2006年5月から保存されている。

## 沿革
- 1970年（昭和45年）1月1日 - 横瀬検車区として開設。
  - 一時的に所沢検車区（→所沢車両管理所）の支所となる[1]。
- 1989年（平成元年）9月 - 所沢駅の構内改良工事に伴い所沢車両管理所が廃止となり、独立して横瀬車両管理所となる[1]。
  - 後に横瀬車両基地に改称。
- 2001年（平成13年）7月9日 - 組織改正により、車両部池袋線車両所の管理下となる[1]。
- 2014年（平成26年）2月14-15日 - 平成26年の大雪により検修庫の屋根が崩落(のちに解体)。保存車両も一部に損傷が発生し修復作業が行われた[14]。これ以降、検修庫内に収められていた保存車両も屋外でカバーをかけられた状態での保存となっている。